# Пакет-НК
Паке́т-НК — малогабаритный противолодочный комплекс, предназначенный для поражения подводных лодок в ближней зоне корабля, а также для уничтожения торпед, атакующих корабль.
Общая разработка комплекса осуществлена в НПП «Регион». 

## Разработка
МТТ (малогабаритная тепловая торпеда) — совместная разработка НПП «Регион» и ОАО НИИ Мортеплотехники, входящего в концерн «Гидроприбор». 

Противоторпеда (антиторпеда) — разработки НПП «Регион».
Испытания комплекса с пусковой установкой проходили на корвете пр.20380 «Стерегущий». 
По завершении испытаний, в 2008 году принят на вооружение ВМФ России.
Противоторпеда М-15 комплекса «Пакет-Э/НК» впервые была показана на выставке МВМС-2007. 
Торпеда МТТ комплекса была показана на морском салоне IMDS-2009 в Санкт-Петербурге.
13 мая 2019 года ИА ТАСС сообщило, что комплекс «Пакет-НК» полностью завершил свой цикл испытаний и на производственных мощностях предприятия НПП «Регион» приступили к производству серийных образцов.

## Комплекс
Комплекс в автоматическом режиме обнаруживает, следит, классифицирует, определяет параметры движения цели, на основе этих данных даёт целеуказание к применению торпед в антиторпедном (АТ) и (или) тепловом противолодочном (МТТ) вариантах. Затем даёт предстартовую подготовку, ввод стрельбовых данных и осуществляет пуск боевых модулей.
В состав комплекса «Пакет-НК» входят:
- Пусковая установка СМ-588;
- Система управления «Пакет-Э»;
- ГАС целеуказания «Пакет-АЭ»;
- Боевой модуль (малогабаритная торпеда МТТ и антиторпеда АТ)

## Тактико-технические характеристики
- калибр — 324 мм;
- максимальная дальность стрельбы (по подлодкам) — до 20 км.
- максимальная дальность стрельбы (по торпедам) — до 1,4 км.

Тепловая торпеда МТТ (малогабаритная тепловая торпеда). Система управления и самонаведения — акустическая двухплоскостная. Способна уничтожать подводные лодки на глубинах до 600 метров при удалении до 20 километров. Калибр противоторпеды 324 мм, масса ВВ боевой части 60 килограмм. Полная скорость хода до 50 узлов, а в режиме поиска цели до 30 узлов. 
Реактивная противоторпеда М-15 (АТ) способна уничтожать торпеды, атакующие корабль, на дальности до 1400 метров и глубине до 800 метров. Оснащена акустической и инерциальной системой самонаведения. Калибр торпеды 324 мм, масса ВВ боевой части 80 килограмм. Движителем противоторпеды М-15 является реактивный двигатель на гидрореагирующем твёрдом топливе. Способна развить скорость хода до 50 узлов.
Пусковая установка СМ-588 может состоять из одного, двух, четырёх или восьми модулей. Пуск осуществляется с помощью порохового аккумулятора давления (ПАД)[что?].

## Использование
- Корветы проекта 20380(20385) типа «Стерегущий»
- Фрегаты проекта 22350 типа «Адмирал Горшков»